# Адміністративний устрій Луцького району
Адміністративний устрій Луцького району — адміністративно-територіальний поділ Луцького району Волинської області на 8 сільських громад, 1 селищну громаду і 7 сільських рад, що об'єднують 85 населених пунктів та підпорядковані Луцькій районній раді. Адміністративний центр — місто Луцьк, яке має статус міста обласного значення, тому не входить до складу району.

## Список громад Луцького району (з 2015 року)
| № | Назва                              | Центр            | Населені пункти | Площа км² | Місце за площею | Населення (2001), чол. | Місце за населенням |
| - | ---------------------------------- | ---------------- | --- | --------- | --------------- | ---------------------- | ------------------- |
| 1 | Боратинська сільська громада       | с. Боратин       | с. Баїв с. Боратин с. Вербаїв с. Голишів с. Городище с. Коршовець с. Лучиці с. Мстишин с. Новостав с. Промінь с. Рованці с. Цеперів                                                  |           |                 |                        |                     |
| 2 | Гіркополонківська сільська громада | с. Гірка Полонка | с. Вікторяни с. Гірка Полонка с. Лаврів с. Оздів с. Полонка с. Ратнів |           |                 |                        |                     |
| 3 | Городищенська сільська громада     | с. Городище      | с. Бережанка с. Городище с. Григоровичі с. Дубова Корчма с. Загаї с. Мартинівка с. Маруся с. Михлин с. Несвіч с. Угринів                                                             |           |                 |                        |                     |
| 4 | Заборольська сільська громада      | с. Забороль      | с. Антонівка с. Боголюби с. Богушівка с. Великий Омеляник с. Всеволодівка с. Городок с. Заболотці с. Забороль с. Одеради с. Олександрівка с. Охотин с. Сьомаки с. Тарасове с. Шепель |           |                 |                        |                     |
| 5 | Княгининівська сільська громада    | с. Княгининок    | с. Брище с. Буків с. Зміїнець с. Княгининок с. Милушин с. Милуші с. Моташівка смт Рокині с. Сирники                                                                                  |           |                 |                        |                     |
| 6 | Липинська сільська громада         | с. Липини        | с. Борохів с. Вишнів с. Діброва с. Липини |           |                 |                        |                     |
| 7 | Підгайцівська сільська громада     | с. Підгайці      | с. Воротнів с. Крупа с. Лище с. Підгайці с. Струмівка |           |                 |                        |                     |
| 8 | Смолигівська сільська громада      | с. Смолигів      | с. Барвінок с. Михайлівка с. Сарнівка с. Смолигів с. Хорохорин |           |                 |                        |                     |
| 9 | Торчинська селищна громада         | смт Торчин       | с. Білосток с. Буяни с. Верхи с. Веселе с. Горзвин с. Кошів с. Садів смт Торчин с. Усичі с. Усичівські Будки                                                                         |           |                 |                        |                     |

## Список міських, селищних і сільських рад Луцького району (з 2015 року)
| № | Назва                       | Центр        | Населені пункти                              | Площа км² | Місце за площею | Населення (2001), чол. | Місце за населенням |
| - | --------------------------- | ------------ | -------------------------------------------- | --------- | --------------- | ---------------------- | ------------------- |
| 1 | Баківцівська сільська рада  | с. Баківці   | с. Баківці с. Озеряни                        |           |                 |                        |                     |
| 2 | Воютинська сільська рада    | с. Воютин    | с. Воютин с. Гать с. Тертки с. Чорний Ліс    |           |                 |                        |                     |
| 3 | Коршівська сільська рада    | с. Коршів    | с. Коршів                                    |           |                 |                        |                     |
| 4 | Піддубцівська сільська рада | с. Піддубці  | с. Піддубці с. Гаразджа                      |           |                 |                        |                     |
| 5 | Радомишльська сільська рада | с. Радомишль | с. Радомишль с. Романівка с. Суховоля        |           |                 |                        |                     |
| 6 | Романівська сільська рада   | с. Романів   | с. Романів с. Ботин с. Верхівка с. Новокотів |           |                 |                        |                     |
| 7 | Чаруківська сільська рада   | с. Чаруків   | с. Чаруків с. Вигуричі                       |           |                 |                        |                     |

## Список міських, селищних і сільських рад Луцького району (до 2015 року)
| №  | Назва                           | Центр            | Населені пункти                                                                 | Площа км² | Місце за площею | Населення (2001), чол. | Місце за населенням |
| -- | ------------------------------- | ---------------- | ------------------------------------------------------------------------------- | --------- | --------------- | ---------------------- | ------------------- |
| 1  | Рокинівська селищна рада        | смт Рокині       | смт Рокині с. Брище                                                             |           |                 |                        |                     |
| 2  | Торчинська селищна рада         | смт Торчин       | смт Торчин                                                                      |           |                 |                        |                     |
| 4  | Баківцівська сільська рада      | с. Баківці       | с. Баківці с. Озеряни                                                           |           |                 |                        |                     |
| 5  | Білостоцька сільська рада       | с. Білосток      | с. Білосток с. Горзвин                                                          |           |                 |                        |                     |
| 6  | Боголюбська сільська рада       | с. Боголюби      | с. Боголюби с. Богушівка с. Тарасове                                            |           |                 |                        |                     |
| 7  | Боратинська сільська рада       | с. Боратин       | с. Боратин с. Голишів с. Новостав с. Рованці                                    |           |                 |                        |                     |
| 8  | Буянівська сільська рада        | с. Буяни         | с. Буяни с. Усичі с. Усичівські Будки                                           |           |                 |                        |                     |
| 9  | Веселівська сільська рада       | с. Веселе        | с. Веселе с. Верхи                                                              |           |                 |                        |                     |
| 10 | Воютинська сільська рада        | с. Воютин        | с. Воютин с. Гать с. Тертки с. Чорний Ліс                                       |           |                 |                        |                     |
| 11 | Гіркополонківська сільська рада | с. Гірка Полонка | с. Гірка Полонка с. Оздів с. Полонка                                            |           |                 |                        |                     |
| 12 | Городищенська сільська рада     | с. Городище      | с. Городище с. Григоровичі с. Мартинівка                                        |           |                 |                        |                     |
| 13 | Заборольська сільська рада      | с. Забороль      | с. Забороль с. Антонівка с. Великий Омеляник с. Всеволодівка с. Олександрівка   |           |                 |                        |                     |
| 14 | Коршівська сільська рада        | с. Коршів        | с. Коршів                                                                       |           |                 |                        |                     |
| 15 | Лаврівська сільська рада        | с. Лаврів        | с. Лаврів                                                                       |           |                 |                        |                     |
| 16 | Липинська сільська рада         | с. Липини        | с. Липини                                                                       |           |                 |                        |                     |
| 17 | Лищенська сільська рада         | с. Лище          | с. Лище с. Воротнів                                                             |           |                 |                        |                     |
| 18 | Княгининівська сільська рада    | с. Княгининок    | с. Княгининок с. Буків с. Зміїнець с. Милушин с. Милуші с. Моташівка с. Сирники |           |                 |                        |                     |
| 19 | Несвічівська сільська рада      | с. Несвіч        | с. Несвіч                                                                       |           |                 |                        |                     |
| 20 | Одерадівська сільська рада      | с. Одеради       | с. Одеради с. Городок с. Сьомаки                                                |           |                 |                        |                     |
| 21 | Підгайцівська сільська рада     | с. Підгайці      | с. Підгайці с. Крупа с. Струмівка                                               |           |                 |                        |                     |
| 22 | Піддубцівська сільська рада     | с. Піддубці      | с. Піддубці с. Гаразджа                                                         |           |                 |                        |                     |
| 23 | Промінська сільська рада        | с. Промінь       | с. Промінь с. Вербаїв с. Коршовець с. Лучиці с. Мстишин                         |           |                 |                        |                     |
| 24 | Радомишльська сільська рада     | с. Радомишль     | с. Радомишль с. Романівка с. Суховоля                                           |           |                 |                        |                     |
| 25 | Ратнівська сільська рада        | с. Ратнів        | с. Ратнів с. Вікторяни                                                          |           |                 |                        |                     |
| 26 | Романівська сільська рада       | с. Романів       | с. Романів с. Ботин с. Верхівка с. Новокотів                                    |           |                 |                        |                     |
| 27 | Садівська сільська рада         | с. Садів         | с. Садів с. Кошів                                                               |           |                 |                        |                     |
| 28 | Смолигівська сільська рада      | с. Смолигів      | с. Смолигів с. Сарнівка                                                         |           |                 |                        |                     |
| 29 | Хорохоринська сільська рада     | с. Хорохорин     | с. Хорохорин с. Барвінок с. Михайлівка                                          |           |                 |                        |                     |
| 30 | Чаруківська сільська рада       | с. Чаруків       | с. Чаруків с. Вигуричі                                                          |           |                 |                        |                     |
| 31 | Шепельська сільська рада        | с. Шепель        |                                                                                 |           |                 |                        |                     |

* Примітки: м. — місто, сел. — селище, смт — селище міського типу, с. — село